# Andrea Cuicchi
Andrea Cuicchi (Serra San Quirico, 29 novembre 1967) è un allenatore di calcio ed ex calciatore italiano, di ruolo difensore.

## Carriera

### Giocatore

#### Club
Inizia la sua carriera nel Jesina in Serie C2 giocando 2 partite nella stagione 1983-1984 vincendo anche il girone. La stagione successiva gioca sempre al Jesina in Serie C1 collezionando 11 presenze. Dal 1985 al 1987 milita al Torino in Serie A senza mai giocare. Viene ceduto nel 1987 al Messina dove gioca alcune partite in Coppa Italia segnando un gol prima di essere girato al Catania con il quale segna il suo primo gol in Serie C1, per poi passare la stagione successiva al Licata in Serie B. Nella stagione 1989-1990 gioca con il Modena con cui vince il proprio girone di Serie C1 approdando la stagione successiva sempre con i modenesi in Serie B. Nel 1991-1992 veste la maglia dell'Avellino sempre in Serie B.
Passa poi al Padova con il quale comincia un sodalizio che durerà per 5 anni fino al 1997. Con i veneti gioca in Serie B dal 1992 al 1994 e nella stagione 1996-1997 e in Serie A dal 1994 al 1996 per un totale di 112 partite e 7 gol. È ricordato dai tifosi biancoscudati per aver segnato in rovesciata il gol che permise di pareggiare i conti col Cesena nello storico spareggio per la promozione in serie A.
Passa poi nel 1997-1998 all'Atletico Catania 28 presenze senza mai segnare. Dal 1999 al 2001 gioca in Serie C2 con il Sassuolo, con il Prato ed infine con la Cremonese con il quale chiude la carriera da calciatore.

#### Nazionale
Con la Nazionale italiana partecipò al Campionato mondiale di calcio Under-20 1987.

### Allenatore
Intrapresa la carriera da allenatore ha guidato il Mosaico Vallesina, la Belvederese e Le Torri in Seconda Categoria. Il 7 dicembre 2011 subentra a Mirko Bettelli alla guida della Pergolese in Promozione.
Dal 2015 al 2017 è al Victoria Strada in Seconda Categoria marchigiana, quindi passa alla Jesina in qualità di allenatore della squadra juniores. Il 16 ottobre 2019 viene ufficializzato come nuovo tecnico della squadra leoncella, ultima nel campionato di Serie D. Dopo un mese in cui la squadra biancorossa colleziona solamente sconfitte, il 15 novembre viene sostituito da Sauro Trillini.

## Palmarès

### Titoli giovanili
- Torneo di Viareggio: 1

Torino: 1987

### Club
- Campionato italiano Serie C: 1

Modena: 1989-1990
- Campionato italiano Serie C2: 1

Jesi: 1983-1984

### Altri risultati
- Promozioni in Serie A: 1

Padova: 1993-1994